# Gradec (Vrapčište)
Gradec (makedonsky: Градец, albánsky: Gradec) je vesnice v Severní Makedonii. Nachází se v opštině Vrapčište v Položském regionu. Dříve spadala pod opštinu Negotino-Pološko. 
Podle sčítání lidu v roce 2002 žije ve vesnici 4 555 obyvatel. Etnickými skupinami jsou:
- Albánci – 4 535
- Makedonci – 7
- Bosňáci – 4
- ostatní – 9